# Megoldóképlet
A megoldóképlet az n-edfokú
algebrai egyenlet megoldásait (gyökeit) szolgáltató algoritmus, mely véges sok lépésben véget érő és csak az algebrai műveleteket (a négy alapműveletet és a gyökvonást) használja.
Iteratív megoldások, melyek a gyököket tetszőleges pontossággal megközelítik nem tekintendők „megoldóképletnek”. A gyakorlatban sokszor kielégítő a közelítő megoldás. Ilyen közelítő megoldások régóta ismeretesek (például Al-Kásié (?-1429) vagy a Bernoulli–Lobacsevszkij–Graeffe-féle gyökhatványozó eljárás.
Először Carl Friedrich Gauss (1777-1855) bizonyította szabatosan az algebra alaptételét, mely szerint az n-edfokú egyenletnek pontosan n megoldása van. A megoldások nem feltétlenül mind valósak. Az n-edfokú egyenlet általában csak a komplex számkörben oldható meg.

## Megoldóképletek

### Elsőfokú egyenlet
Az  {\displaystyle ax+b=0}  alakú elsőfokú egyenlet esetében 
az  {\displaystyle x=-{\frac {b}{a}}}  megoldóképlet adja meg a megoldást.

### Másodfokú egyenlet
Az  {\displaystyle ax^{2}+bx+c=0}  alakú másodfokú egyenlet megoldóképlete:
{\displaystyle x_{1,2}={\frac {-b\pm {\sqrt {b^{2}-4ac}}}{2a}}}.
A másodfokú egyenlet diszkriminánsa: {\displaystyle D=b^{2}-4ac}
A másodfokú egyenlet megoldóképletét először, a mai alakhoz hasonló egységes formában (a felesleges, együtthatókkal kapcsolatos esetszétválasztások nélkül) Michael Stifel (1487-1567) írta fel, bár a mainál sokkal esetlenebb jelölésekkel.

### Harmadfokú egyenlet
{\displaystyle ax^{3}+bx^{2}+cx+d=0}
A harmadfokú esetre elméletben legalábbis a Girolamo Cardano (1501-1576) nevét viselő úgynevezett Cardano-képlet használható. A Cardano-képlet a következő:
{\displaystyle x_{1}=-{\frac {b}{3a}}-{\frac {\sqrt[{3}]{-b^{2}+3ac}}{3a\cdot {\sqrt[{3}]{-2b^{3}+9abc-27a^{2}d+{\sqrt {4(-b^{2}+3ac)^{3}+(-2b^{3}+9abc-27a^{2}d)^{2}}}}}}}+{\frac {\sqrt[{3}]{-2b^{3}+9abc-27a^{2}d+{\sqrt {4(-b^{2}+3ac)^{3}+(-2b^{3}+9abc-27a^{2}d)^{2}}}}}{3a\cdot {\sqrt[{3}]{2}}}}}{\displaystyle x_{2}=-{\frac {b}{3a}}+{\frac {(1+i{\sqrt {3}})(-b^{2}+3ac)}{3a\cdot 2^{2/3}\cdot {\sqrt[{3}]{-2b^{3}+9abc-27a^{2}d+{\sqrt {4(-b^{2}+3ac)^{3}+(-2b^{3}+9abc-27a^{2}d)^{2}}}}}}}-{\frac {(1-i{\sqrt {3}})\cdot {\sqrt[{3}]{-2b^{3}+9abc-27a^{2}d+{\sqrt {4(-b^{2}+3ac)^{3}+(-2b^{3}+9abc-27a^{2}d)^{2}}}}}}{6a\cdot {\sqrt[{3}]{2}}}}}{\displaystyle x_{3}=-{\frac {b}{3a}}+{\frac {(1-i{\sqrt {3}})(-b^{2}+3ac)}{3a\cdot 2^{2/3}\cdot {\sqrt[{3}]{-2b^{3}+9abc-27a^{2}d+{\sqrt {4(-b^{2}+3ac)^{3}+(-2b^{3}+9abc-27a^{2}d)^{2}}}}}}}-{\frac {(1+i{\sqrt {3}})\cdot {\sqrt[{3}]{-2b^{3}+9abc-27a^{2}d+{\sqrt {4(-b^{2}+3ac)^{3}+(-2b^{3}+9abc-27a^{2}d)^{2}}}}}}{6a\cdot {\sqrt[{3}]{2}}}}}
A harmadfokú egyenlet valós megoldásait a megoldóképlettel csak úgy találhatjuk meg, ha a számítás során kilépünk a valós számkörből és, ha csak átmenetileg is, de belépünk a komplex számok világába. A harmadfokú egyenlet megoldásának ennélfogva igen nagy a tudománytörténeti jelentősége.

### Negyedfokú egyenlet
A negyedfokú esetre a megoldóképlet Cardano tanítványától, Ludovico Ferraritól származik. Az ő módszere a teljes négyzetté alakítás volt. Egy évszázad múlva René Descartes Értekezés a módszerről című művében közölt zárt képletének alapja két másodfokú polinom szorzata volt, ahol a két elsőfokú tag egymás inverze volt (ti. így kiesik a harmadfokú tag).

### A valós együtthatós negyedfokú egyenlet megoldása Ludovico Ferrari szerint
Az {\displaystyle x^{4}+ax^{3}+bx^{2}+cx+d=0} negyedfokú egyenlet megoldását Ludovico Ferrari (1522–1565) két másodfokú egyenlet megoldására vezette vissza. Előbb azonban meg kell oldani egy harmadfokú egyenletet, melynek eredményét a másodfokú egyenletek együtthatóinak képzésekor fogjuk felhasználni. 
A harmadfokú egyenlet: {\displaystyle y^{3}+3py+2q=0}, ahol 
{\displaystyle 3p={\frac {ac}{4}}-{\frac {b^{2}}{12}}-d}
{\displaystyle 2q={\frac {abc}{24}}-{\frac {a^{2}d}{8}}-{\frac {b^{3}}{108}}+{\frac {bd}{3}}-{\frac {c^{2}}{8}}}. 
Megoldása a Cardano-képlettel történik. z-t úgy kapjuk meg, hogy a harmadfokú egyenlet egyik valós y megoldásához b/6-ot hozzáadjuk: z = y + b/6. A másodfokú egyenletek: 
{\displaystyle x^{2}+(a/2+{\sqrt {a^{2}/4-b+2z}})\cdot x+z\pm {\sqrt {z^{2}-d}}=0}
{\displaystyle x^{2}+(a/2-{\sqrt {a^{2}/4-b+2z}})\cdot x+z\mp {\sqrt {z^{2}-d}}=0}
Kettős műveleti jelnél az alsót akkor kell használni, ha {\displaystyle az-c<0}.

### Ötöd- vagy magasabb fokú egyenletek
Niels Henrik Abel (1802-1829) bebizonyította, hogy az ötödfokú esetben nem található megoldóképlet. Ez nem azt jelenti, hogy nincs megoldás, hanem, hogy nincs olyan véges lépés után véget érő számítási eljárás, amely csak a négy algebrai műveletet továbbá a gyökvonást használja és általános módszert szolgáltatna a gyökök megkeresésére (azaz minden egyenlet esetén ugyanazzal az eljárással előállíthatnánk a gyököket). Később Évariste Galois (1811-1832) megmutatta, hogy az ötnél magasabb fokú esetekben sem létezik megoldóképlet.